# 重光絵美
重光絵美（しげみつ えみ、1978年9月18日 - ）は、日本の元女優。主に1990年代から2000年代前半に活動した。神奈川県出身、

## 来歴・人物
- CMタレントとしてデビューし、デートの最中にボートがひっくり返ってしまう『不二家エクレアン』のコマーシャル等で注目を集めるようになる。その後女優としてドラマ『3年B組金八先生』の第4シリーズで藤岡美智子役を演じ、広く知名度をあげる。
- かつてはテアトルアカデミー→浅井プロダクションに所属していた。

### 人物
- 神奈川県立六ツ川高等学校卒業。
- 身長158cm、血液型はA型。
- 趣味特技は ハンドボール、バスケットボール、そろばん。

## 出演

### テレビドラマ
- 金曜エンタテイメント 動く壁（1994年1月21日、フジテレビ） - 北島恵 役
- 火曜サスペンス劇場 六月の花嫁(3) 仮想結婚（1995年6月20日、日本テレビ）
- 3年B組金八先生 第4シリーズ（1995年10月12日 - 1996年3月28日、TBS） - 藤岡美智子 役
- KIRARA（1996年7月6日 - 8月17日、テレビ朝日） 本田エイミー 役
- 電磁戦隊メガレンジャー（1997年2月14日 - 1998年2月15日、テレビ朝日） - 恵里奈 役（準レギュラー）
- ウルトラマンダイナ 第18話『闇を呼ぶ少女たち』（1998年1月10日、毎日放送/TBS） - クノ・ミズキ 役
- はぐれ刑事純情派(11) 初回スペシャル（1998年4月1日、テレビ朝日） - 望月泉 役
- 可愛いだけじゃダメかしら? 第4話（1999年2月1日、テレビ朝日）
- あぶない放課後 第3話（1999年4月26日、テレビ朝日）
- 水戸黄門 第27部 第27話 恩を返した風来坊・松井田（1999年9月20日、TBS） - おさよ 役
- 葵 徳川三代（2000年、NHK大河ドラマ） - お杉 役
- ショカツ 第5話（2000年5月9日、フジテレビ）
- 女子アナ。 第3話（2001年1月23日、フジテレビ）

### 映画
- ヤマトタケル　(1994年、東宝)
- ぼくは勉強ができない  （1996年、東宝） - 山野舞子 役

### CM
- JR西日本
- 不二家 エクレアン（1992年）
- 武田薬品 アリナミンV『希望先生』（1993年）
- バンダイ マイクリスタル（1993年）
- コナミ プレイステーション 悪魔城ドラキュラX（1997年）
- 松下電器産業 ナショナル シングルステージ（1999年）